# Lindsay Hairston
Lindsay Hairston (Detroit, 8 dicembre 1951) è un ex cestista statunitense, professionista nella NBA e in Francia.

## Carriera
Venne selezionato dai Detroit Pistons al quarto giro del Draft NBA 1975 (64ª scelta assoluta).

## Palmarès
- Coppa Korać: 1

Pau-Orthez: 1983-84